# Guggisberg
Guggisberg là một đô thị ở huyện Schwarzenburg ở bang Bern. Dân số tháng 12 năm 2018 là 1508 người.
Đô thị này nằm khoảng trung độ giữa Fribourg và Thun.